# Renta-dits

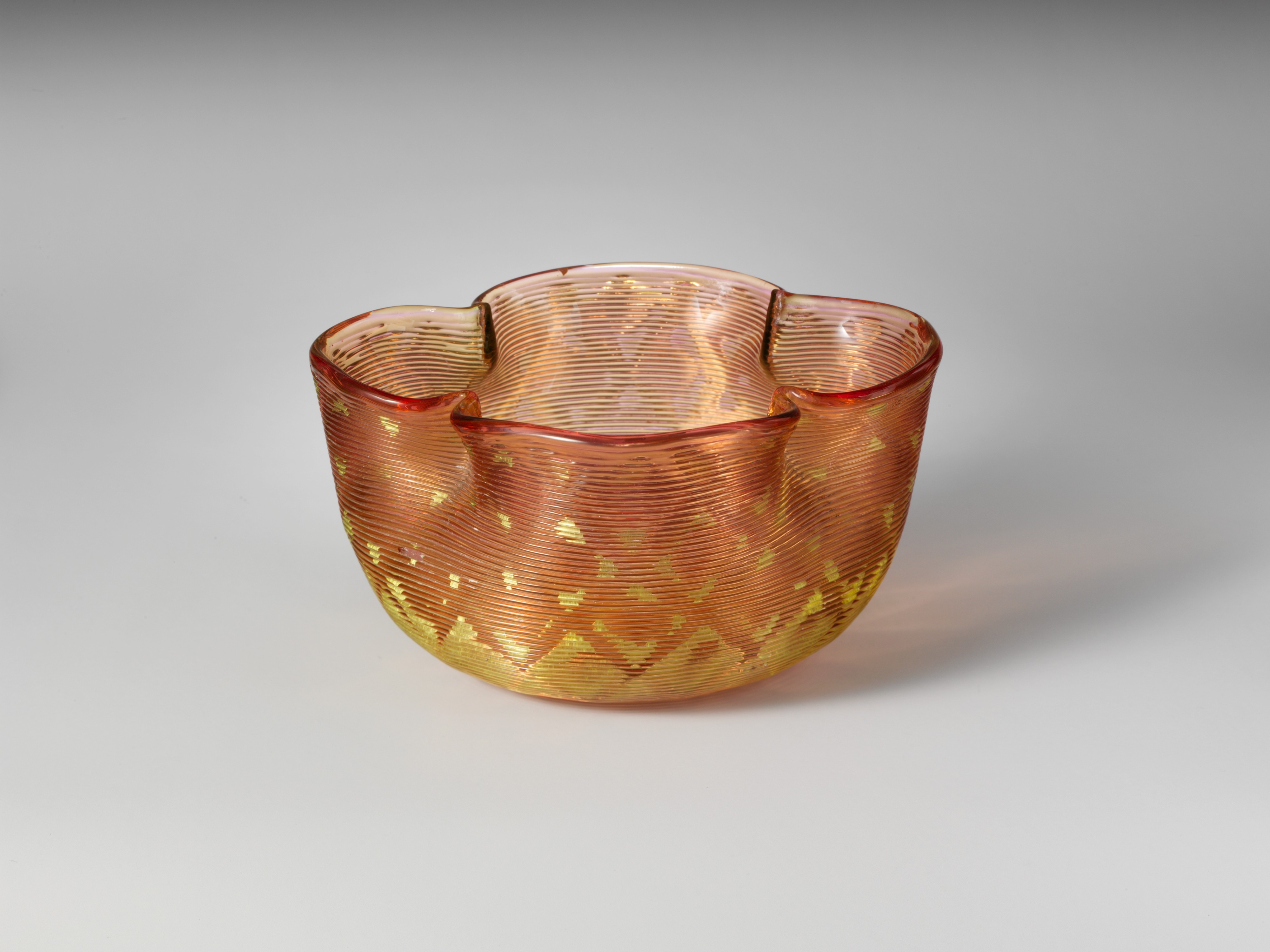
Rentadits de1880

El rentadits és, d'ençà l'Antiguitat, un recipient petit, individual, de vidre o de pisa, que conté aigua perfumada, generalment tèbia, unes rodelles de llimona en què els convidats es mullen els dits per a netejar-los. Es reemplaça amb freqüència al XXI XXI . segle amb tovalloletes d'un sol ús perfumades i embolicades individualment. A taula, els bols per als dits tenen el seu lloc al costat dels coberts.
Es posen a disposició en els restaurants quan es serveix fruits de mar, crustacis (o peix), perquè se solen escloscar amb els dits, així com amb espàrrecs i carxofes quan la mestressa de la casa convida els seus hostes a menjar-los amb els dits. En restauració els rentadits es col·loquen a la dreta del plat quan l'aliment s'ha gairebé consumit i es retiren immediatament després del seu ús, quan els comensals ja s'han rentat les puntes dels dits, amb rapiditat i sense ostentació. No s'ha de confondre una tovalloleta rentadits o simplement tovalleta humida.

## Història
A l'època romana, a part dels àpats que es prenen amb una cullera (sopa), el menjar s'afagava amb els dits i es portava a la boca. Els servents estaven presents per a presentar tasses petites plenes d'aigua perfumada i un tovalló per a eixugar els dits.
A tot l'antic Pròxim Orient, als banquets, era costum menjar amb els tres dits: el polze, l'índex i el medi. El ritual del rentat de mans està codificat, i els esclaus porten aigua perfumada abans dels menjars i bols per als dits per fer aquestes ablucions . A Roma, a més dels àpats presos amb cullera (sopa), el menjar s'agafava amb els dits i es portava a la boca. Els servents hi eren per oferir petits bols plens d'aigua perfumada i un tovalló per netejar-se els dits.
A França, els bols per als dits van aparèixer tardanament i encara no existien sota Napoleó III, encara que ja eren coneguts pels britànics
La seva presència a la taula segueix estant prescrita als segles XX/XXI per les guies d'etiqueta, ja que la naturalesa dels aliments oferts en fa necessari l'ús : espàrrecs, marisc per exemple.